# Mécanisme à verrou

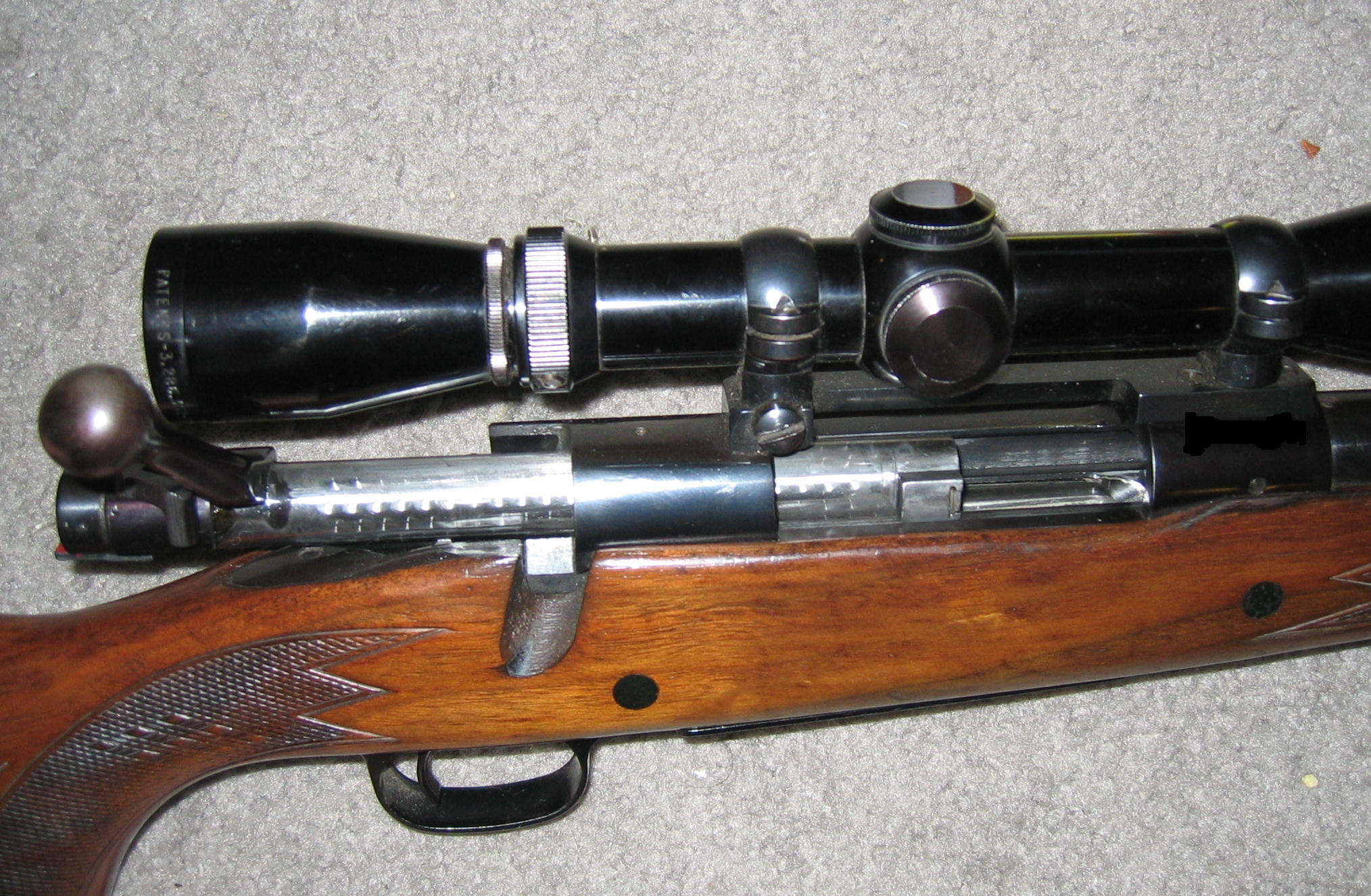
Culasse ouverte d'une Winchester modèle 70. Elle a un fini brossé doré.

Dans le domaine des armes à feu, un mécanisme à verrou désigne le mécanisme d'une arme dont la culasse est située sur le canon et dont l'ouverture et la fermeture sont activées manuellement avec une petite poignée, généralement placée à droite. Après le tir, la poignée est manipulée pour ouvrir la culasse, ce qui éjecte la douille et arme le percuteur. À ce moment, une nouvelle cartouche peut être insérée avant d'effectuer l'opération inverse pour refermer le mécanisme.
Les mécanismes à verrou sont la plupart du temps installés sur des fusils, mais il existe également certains fusils de chasse (shotguns) et quelques armes de poing à verrou. 
Les mécanismes à verrou sont utilisés dès le début du XIXe siècle, notamment sur le fusil à aiguille de Johann Nikolaus von Dreyse, ou le fusil Sharps muni, lui, d'un verrou à bloc tombant. De la fin du XIXe siècle jusqu'à la fin de la Seconde Guerre mondiale, le fusil à verrou est l'arme standard de l'infanterie de la plupart des corps militaires du monde. Comparativement aux autres types de mécanismes, il est robuste, fiable, puissant (par la solidité du chambrage) et permet une bonne précision de tir. Le mécanisme est plus léger et de coût moindre que les mécanismes de chargement automatique et peut être monté et démonté beaucoup plus rapidement en raison de la petite quantité de pièces amovibles. Cependant, il ne permet pas une cadence de tir aussi grande que des mécanismes à levier ou à pompe, et encore moins par rapport aux armes semi-automatiques.
Dans les domaines militaires et policiers, le mécanisme à verrou a été grandement remplacé par des armes aux mécanismes semi-automatiques ou à sélecteur de tir, bien que le mécanisme à verrou demeure dominant dans la conception des fusils de précision. Il demeure également populaire dans les domaines de la chasse et du tir sportif.